# Yolanda Ostaszewska

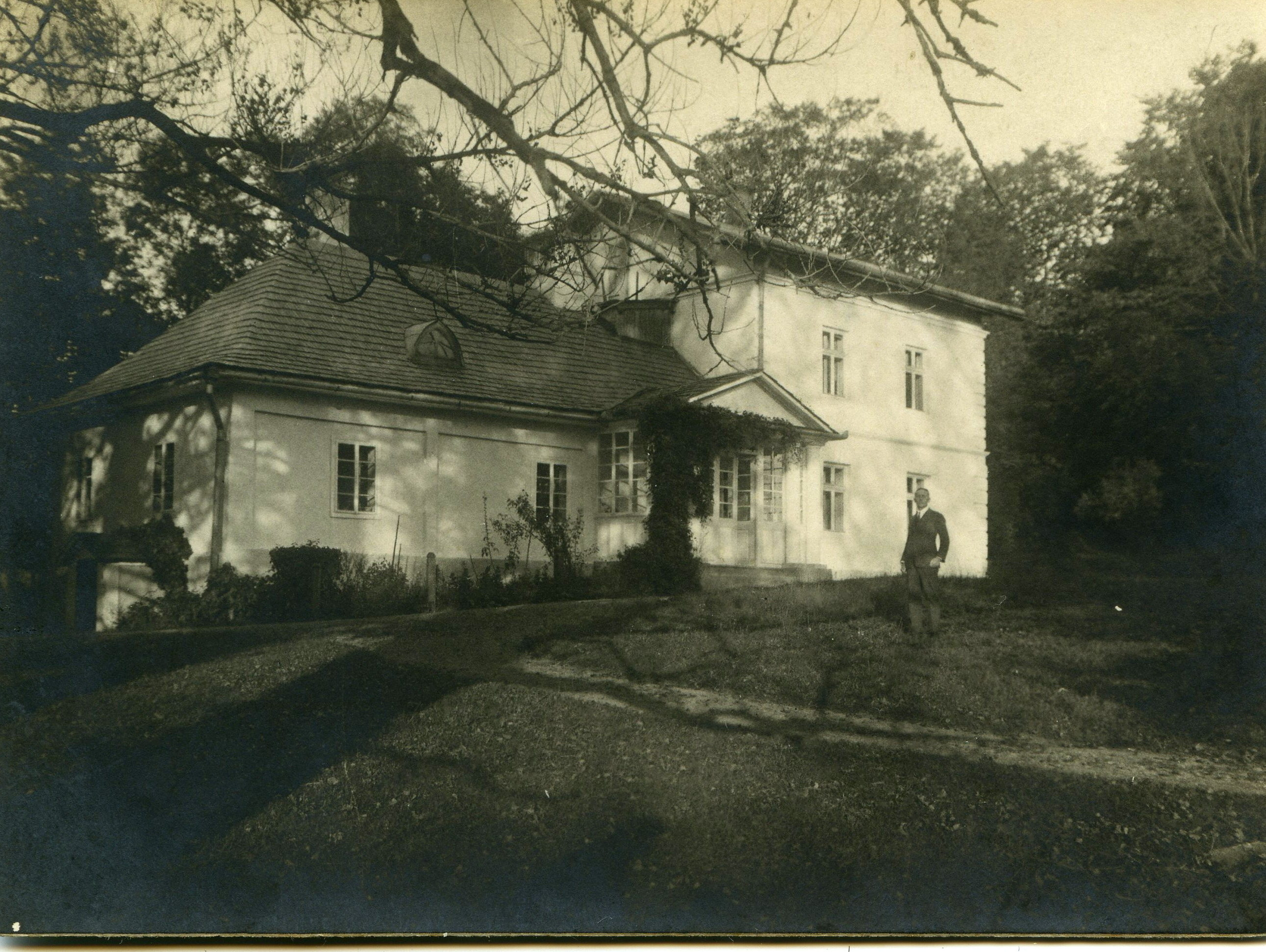
Dworek w Ladzinie w 1928 roku

Yolanda Ostaszewska (ur. 6 stycznia 1907 Turze Pole, zm. 11 listopada 2002 Lailly-en-Val) – pedagog, muzyk, skrzypaczka, zamieszkała i działająca przez większą część życia w Paryżu.

## Życiorys
Urodziła się w polsko-duńskim małżeństwie. Jej ojciec, Kazimierz Ostaszewski, był hodowcą koni wyścigowych. Matka, Helena Pio de Saint-Gilles, Dunka z rodziny o francuskich korzeniach, była córką duńskiego profesora Jeana Pio.
Uczyła się w Austrii, najpierw w katolickim konwencie w Gmunden, potem w szkole sióstr Sacré Coeur Pressbaum koło Wiednia. Szczególny wpływ na jej osobowość, oprócz podziwianego przez nią ojca, wywarła cioteczna siostra ojca, Róża z Żeleńskich hr. Perponcher (1867-1933) i jej mąż Aleksander hr. Perponcher (1854-1937), właściciele Nowizny.
Od dzieciństwa przejawiała talent do skrzypiec. Uczęszczała do konserwatorium w Lipsku, gdzie kształciła się pod okiem wybitnych muzyków, m.in. Charlesa Müncha, późniejszego dyrektora muzycznego Bostońskiej Orkiestry Symfonicznej. Z Münchem łączyła ją przyjaźń, żywa zwłaszcza w latach trzydziestych ubiegłego stulecia, gdy ten znany muzyk dyrygował orkiestrami symfonicznymi w Paryżu. Zachowała się jej korespondencja z dyrygentem z lat 1936-1937.
Münch, w jednym z listów do niej, pisał: "Najpiękniejszą kadencją graną z koncertem Brahmsa będzie zawsze kadencja Joachima, skomponowana pod bezpośrednią kontrolą autora. Co do Beethovena, graj proszę kadencję Kreislera".
W Paryżu, dokąd często przyjeżdżała, obracała się w międzynarodowym środowisku artystycznym i literackim. W 1932 francuski malarz Lucien Simon namalował jej portret, pokazany na wystawie światowej w Paryżu w 1937 r. 
Blisko przyjaźniła się z rodziną pisarza Fritza von Unruh (1885-1970), który w 1932 roku zdecydował się opuścić faszystowskie Niemcy i zamieszkał w Paryżu. Korespondencja z pisarzem z lat 1937-1970 znajduje się w Bibilotece Ossolineum.
Jej karierę muzyczną wcześnie przerwała choroba Parkinsona, uniemożliwiając koncertowanie. Zamieszkała w Paryżu, gdzie udzielała się ucząc muzyki i filologii germańskiej (miała m.in. dyplom uniwersytecki Sorbony z literatury niemieckiej).
Odwiedzając Polskę, zatrzymywała się w rodzinnym dworku w Ladzinie. 
Od 1974 była zamężna z Georgesem Coulantem. 
"Była jedną z najwspanialszych osób, jakie spotkałem", napisał o niej muzykolog Iwo Załuski.
Zmarła w Lailly-en-Val w wieku 95 lat.